# Dózsa György út (Budapest)
A Dózsa György út egy többsávos, forgalmas út Budapesten, a VI., VII., VIII., és a XIV. kerület határán, valamint a XIII. kerületben. A Kerepesi úttól a Váci útig tart, hossza 4200 méter.
Az út Hősök tere melletti szakasza a Szondi utcától a Benczúr utcáig az Andrássy út és történelmi környezete világörökségi terület része.

## Története
Az 1860-as években Aréna útnak (Arena Weg) nevezték, ami a környék kiépülésével párhuzamosan vált hivatalossá 1874-ben. Nyomvonala ekkor a Kerepesi úttól a Lehel utcáig tartott. Ez 1897-ben a Váci útig hosszabbodott, elérve mai hosszát.
Mai nevét 1945-ben kapta Dózsa György után, aki 1514-ben vezetett parasztfelkelést a nemesség ellen, s aki emiatt lett népszerű a második világháború utáni új, kommunista vezetés szemében.
A Nyugati pályaudvarról kivezető vágányok alatti aluljárót 1950-1951 között szélesítették ki. Az Ajtósi Dürer sor és Hősök tere közötti, Városligethez tartozó szakaszt 1951 és 1953 között 85 méteresre szélesítve leburkolt térré alakították, az átadáskor Sztálin térnek nevezték el. A Majakovszkij utca (ma: Városligeti fasor) torkolatával szemben a Sztálin-szobrot 1951 decemberében avatták fel. 1952 októberében a Thököly út és a Podmaniczky utca között elbontották a villamospályát. A Jászai Mari tér és a Népliget között a 75-ös trolibusz 1954 decemberében indult meg. A szobrot az 1956-os forradalom során ledöntötték és megsemmisítették, a tér elnevezését pedig 1957-ben megszüntették; újra Dózsa György út lett. A teret a kommunista vezetés előszeretettel használta különféle felvonulásokra, ennek nyomán a köznyelvben sokáig Felvonulási térnek nevezték (noha ez sohasem volt hivatalos). 2006-ban kapott újra hivatalos elnevezést, azóta Ötvenhatosok tere.
Számozása a Kerepesi úttól indul és a Váci útnál ér véget. Kiindulásától egészen a Vágány utcáig (a MÁV Nyugati pályaudvarra vezető vágányaiig) egyben a XIV. kerület határa is, sorban a VIII., VII. és VI. kerületekkel. A Vágány utcától a Váci úti végéig a XIII. kerülethez tartozik.
A kerületek határvonalaként egyben városrészek (pl. a Városliget) határvonala is, kivéve a kezdetét és a végét; a kiindulásánál Istvánmezőhöz (aminek egy szakaszán határa is), a végénél pedig Angyalföldhöz tartozik mindkét oldala.

## Híres lakói
- Babits Mihály (1883–1941) költő, író, irodalomtörténész, műfordító (11.)[1]
- Latabár Kálmán (1902–1970) Kossuth-díjas színművész (17.)
- Latabár Kálmán (1938–2000) Jászai Mari-díjas színművész (17.)
- Pallag Zsuzsa (1917–2010) szobrász (13.)
- Tóth Árpád (1886–1928) költő, műfordító (11.)[1]

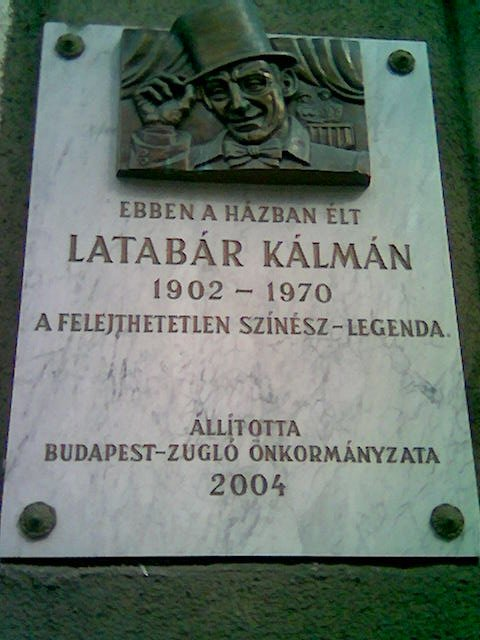